# Andreas Schou

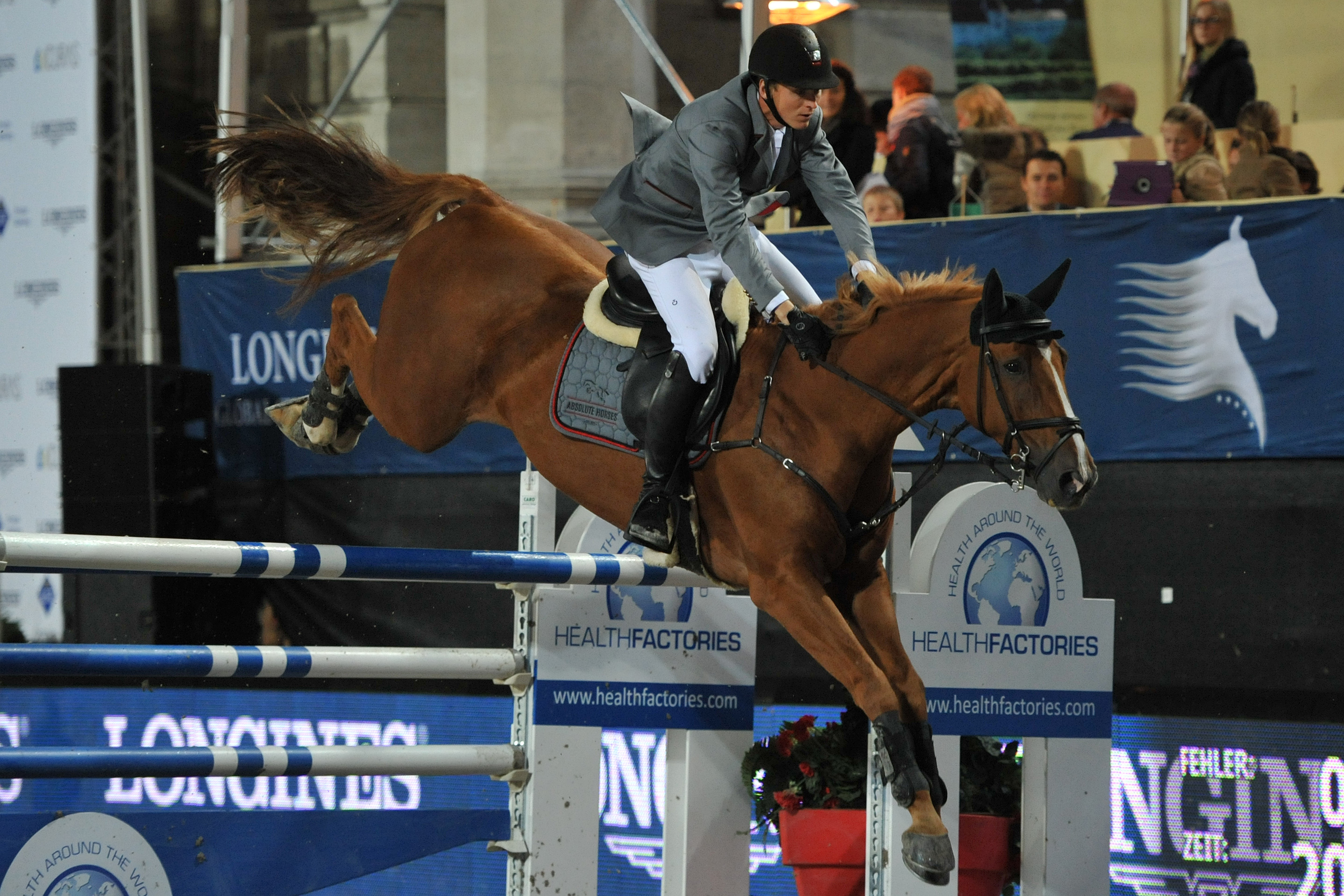
Andreas Schou mit Allerdings bei den Vienna Masters 2013

Andreas Schou (* 2. September 1986 in Kolding) ist ein dänischer Springreiter.

## Leben
Schou wurde von seiner Mutter mit sechs Jahren zum Reiten gebracht. Er war als Junior und Junger Reiter sehr erfolgreich und nahm 2006 an den Junior Europameisterschaften im Springreiten teil. 2006 und 2007 nahm er als Junger Reiter teil. 
2010 gewann er den Nations Cup in Barcelona. Er startet oft zusammen mit seinem jüngeren Bruder Christian Schou.
Zusammen mit seinem Bruder Christian Schou betreibt er den Spring- und Verkaufsstall Schou Absolute Horses in Sommersted, Dänemark. Zudem organisiert er Pferdeveranstaltungen. 

## Pferde (Auszug)

### Aktuell
- Quimono de la Roque (* 2004), Selle Français, brauner Wallach, Besitzer: Familie HallundbÆk
- Lea
- Wish (* 2003), Vater: Manhattan
- Uno's Safier (* 2001), KWPN, Vater: Numero Uno, Muttervater: Amor, Besitzer: Schou & Skouboe
- Allerdings (* 2000), Westfälischer Fuchswallach, Vater: Arpeggio, Muttervater: Diamantino, bis 2009 von Debby Winkler geritten, bis Oktober 2011 von Marco Kutscher geritten, Anfang 2013 nach Dänemark verkauft[4][5][6]

### Ehemals
- What's next (* 1999; † 2011), BWP, Stute, Vater: Mr. Blue, Muttervater: Remondo, Besitzer: Haregabgaard, zuvor von Edwina Tops-Alexander, Sergio Alvares Moya und Michel Robert geritten, am 30. November 2011 während einer Kolik-OP in Salzburg verendet.[7]

## Erfolge

### Dänische Meisterschaften
- 2011: Platz 3
- 2010: Platz 2
- 2009: Platz 1
- 2008: Platz 1, Team Platz 3

### Weitere Erfolge
- 2011: Platz 1 im Großen Preis von Henriksdal Sverige, Platz 8 Großer Preis (CSI***)
- 2010: 1. Platz Nationenpreis (CSIO*****) in Barcelona mit Uno's Safier[8]
- 2008: 1. Platz im Derby (CSIO****) in Ypäjä, 1. Platz im Nationenpreis (CSIO****), Platz 7 im Großen Preis (CSI***) von Odense